# 名物!たびてつ友の会
『名物! たびてつ友の会』（めいぶつ たびてつとものかい）は、山口よしのぶによる日本の漫画。白泉社『ヤングアニマル』および『ヤングアニマル嵐』に連載された半フィクション漫画で、連載期間は1995年から2000年、単行本全12巻。

## 概要
鉄道ファンの主人公を軸とした登場人物のドラマを核としながら、各回の旅における列車（および関連する交通機関）や名所、名物を仔細に紹介している。「乗る、撮る、食べる、見る、遊ぶ」（るるぶの誌名の由来に「乗る」と「撮る」を加えたもの）がサブタイトルで、本作品のアドバイザーである松本典久（トラベルライターで鉄道ファン）が監修している。
単行本のあとがきによると、編集部から「鉄っちゃんの恋物語」という企画を打診されたのがはじまりであるらしい。主人公は今でいうイケメンに描かれ、同時に少々おっちょこちょいで、また困っている人を見ると手を差し伸べずにはおれないという「いいひと」として描かれる。鉄道ファンを比較的暖かな目線で描いていることも特徴であり、主人公は辟易されつつも一目置かれている。主人公たちが旅行の最中に連れそっちのけで嬉々として鉄道趣味に没頭し、非鉄である連れにジト目で「…やはり鉄」とつぶやかれるのが一種のお約束となっている。
「主人公を社会人にしてほしい」という編集部からの要請により、連載途中で主人公がすげ替えられており、これを境に第1部（単行本1巻、2巻）と第2部（単行本3巻から11巻まで）に分けられる。連載中に作者の持病の腰痛の悪化で休載を余儀なくされたこともあり、単行本11巻分をもって物語は完結した。また物語完結後も、掲載誌を当時創刊したばかりの『ヤングアニマル嵐』（当時は隔月刊）に移してボーナストラック扱いで連載が継続されており、こちらを第3部（単行本12巻）と呼称することもある。
単行本の外装デザインは、サイズこそ違うが『JTB時刻表』のそれを模しており、表紙写真は本家に負けじと真島満秀写真事務所による写真を採用している。単行本のあとがきによれば、第3部を書いたのは単行本を12巻にそろえたかった（時刻表の1月から12月までが並ぶように）ことも理由の一つであるらしい。

## 主要登場人物
桜井 聖人（さくらい まさと）
第1部主人公。大学生（第2部後期で社会人になった）。自宅は川崎市多摩区の小田急小田原線の向ヶ丘遊園駅の近くという設定。度が過ぎるほど人がいい。鉄道模型のNゲージが趣味。第1部最終話から約1年かけて、夢であった海外鉄道の旅に出る。
渡瀬 昭彦（わたせ あきひこ）
第2部主人公。聖人の幼なじみで、モーガルというソフトウェア会社に勤める。出張のたびに「たびてつ」をする。父親の転勤で新潟市に引っ越すが、大学生の時に上京。自宅は京王井の頭線沿線という設定。暗所恐怖症。桜井兄妹からは「昭彦にいちゃん」と呼ばれる。
桜井 いずみ（さくらい いずみ）
聖人の妹。第1部から第3部まで登場しており、第3部では主人公となる。兄や昭彦の影響からか、第2部後期から「鉄」化した。第1部後半よりモーガルでバイトをしており、第2部最終話で正式に同社に就職。昭彦に恋心を抱いていた。
藤井 美穂（ふじい みほ）
第1部ヒロインで第2部にも数回登場。聖人の恋人で、影響を受け「鉄」化している。
北里 久美子（きたざと くみこ）
第2部ヒロイン。昭彦の恋人で第2部最終話で結婚。キャラクター物が好きで、特にヘンな物を好む傾向がある。
斎藤 千絵（さいとう ちえ）
第2部より登場。モーガルに勤めており昭彦の後輩に当たる。和歌山県西牟婁郡白浜町出身。天然ボケで、酔うとキス魔になるなどの特徴はあるが、仕事はデキる。昭彦に恋心を抱いていた。
滝沢 優希（たきざわ ゆうき）
第2部後半に登場する高校生。大財閥の息子で長野在住。ハンドルネームは「TK」（てつどー仮面というキャラクターからとった）。昭彦や聖人の鉄道知識にネット上で一目置いているが、旅先で当人と知らずたびたび遭遇する。たまたま高知で見かけたいずみに一目惚れし、以後、財閥の力でいずみの行方を探し続ける。
大河内 舞（おおこうち まい）
第2部に登場。いずみの大学での同級生。山形県新庄市出身。相当気が強く、空手もやっている。旅先で出会う滝沢と非常に仲が悪いが、第2部最終話で突然滝沢にプロポーズされ結婚。
長谷川 夏希（はせがわ なつき）
第3部に登場。鎌倉在住の高校生。再婚した両親とのソリがあわず桜井いずみのルームシェアとして桜井家に居候した。性格は相当気が強く、義理人情に厚く、居候していた大河内舞に性格が似ていたこともあり、舞を家族同然と思っていたいずみが夏希のことを気にし始めるようになる。

## 書誌情報
- 山口よしのぶ『名物!たびてつ友の会』 白泉社〈ジェッツコミックス〉、全12巻
  1. 1996年5月刊行、ISBN 4-592-13485-0
  2. 1996年8月刊行、ISBN 4-592-13486-9
  3. 1997年1月刊行、ISBN 4-592-13487-7
  4. 1997年6月刊行、ISBN 4-592-13488-5
  5. 1997年12月刊行、ISBN 4-592-13489-3
  6. 1998年4月刊行、ISBN 4-592-13490-7
  7. 1998年9月刊行、ISBN 4-592-13491-5
  8. 1999年3月刊行、ISBN 4-592-13492-3
  9. 1999年7月刊行、ISBN 4-592-13493-1
  10. 1999年11月刊行、ISBN 4-592-13494-X
  11. 2000年3月刊行、ISBN 4-592-13495-8
  12. 2002年3月刊行、ISBN 4-592-13496-6